# Nicole Vervil
Nicole Vervil (Parijs, 31 oktober 1920 - Coutances, 26 februari 2005) was een Franse actrice. Ze was getrouwd met Philippe Dumat. Bij het publiek is ze vooral gekend als de vrouw van adjudant Jerome Gerber uit de Le Gendarme de Saint-Tropez-filmreeks.
- Bibliothèque nationale de France: cb15068934t (data)
- International Standard Name Identifier: 0000 0000 0265 9280
- Library of Congress Control Number: no2016155211
- Système universitaire de documentation: 159283434
- Virtual International Authority File: 74141340
- WorldCat: E39PBJbM4rdrBJCTQVPgpqW7HC